# Euxoa selenis
Euxoa selenis là một loài bướm đêm trong họ Noctuidae.